# Kahramanmaraş (tartomány)
Kahramanmaraş tartomány Törökország központi részén, viszonylag közel a Földközi-tengerhez helyezkedik el. A Középső-Torosok 2–3000 m magas hegyei húzódnak végig rajta, melyet az tszf. 1000 m elbistani síkság szakít meg. Szomszédos tartományok: északról Sivas, északkeletről Malatya, keletről Adıyaman, délkeletről Gaziantep, délkeletről Osmaniye, nyugatról Adana. Székhelye: Kahramanmaraş városa, korábbi nevén: Maraş, mely az Ahır-hegy (2300 m) lábánál, 570 m-es magasságban fekszik. 1923-ban vált önálló tartománnyá.

## Közigazgatás
10 körzetre (ilcse) oszlik: Afşin, Andırın, Çağlayancerit, Ekinözü, Elbistan, Göksun, Kahramanmaraş, Nurhak, Pazarcık és Türkoğlu.

## Történelem
Valószínűleg a hettiták alapították Marakszi néven a várost (asszír ékírásos feliratok), volt perzsa, római, bizánci és arab uralom alatt is. A XI. században érkeztek a szeldzsukok, később a Dulkadiroğul-dinasztia hajtotta fennhatósága alá. Az eredeti Maraş név arab eredetű. 1515-ben lett az Oszmán Birodalom része, de 1839-41 között İbrahim pasa egyiptomi hadai tartották megszállva 19 hónapig. Az első világháború után (1919) angol, később francia megszállás következett. 1922. február 11-én szabadult fel hősies harcokat követően, s 1973. február 7-én a Maraş-ról Kahramanmaraş-ra (törökül: kahraman = hős, ebből a hős város elnevezés) változott a tartomány székhelyének a neve.

## Földrajz
Területének 23%-a erdőkkel borított, 17%-a mezőgazdaságilag művelhető (elsősorban az állattenyésztésnek van nagy szerepe).

## Látnivalók
Kahramanmaraş (város):
- a VIII. századból származó vár
- Ulu-dzsámi, 1496

## Külső hivatkozások
- Kahramanmaraş tartomány honlapja

Koordináták: é. sz. 37° 53′ 54″, k. h. 36° 58′ 16″37.898333°N 36.971111°E